# Villarreal de Huerva
Villarreal de Huerva (aragónul Villa-reyal de la Uerba) község Spanyolországban,  Zaragoza tartományban. Villarreal de Huerva Badules, Villadoz, Villarroya del Campo, Mainar, Encinacorba, Paniza és Cerveruela községekkel határos. Lakosainak száma 269 fő (2024).

## Népesség
A település népessége az utóbbi években az alábbiak szerint változott:
| Lakosok száma | 186  | 193  | 199  | 202  | 230  | 241  | 260  | 274  | 266  | 269  |
|               | 2001 | 2004 | 2007 | 2009 | 2012 | 2014 | 2017 | 2019 | 2022 | 2024 |